# Smith & Mighty
Smith & Mighty son un grupo de drum and bass y trip hop de Bristol, Reino Unido, formado por Rob Smith y Ray Mighty. Sus primeras referencias, hacia finales de los años 1980 fueron versiones breakbeat de "Anyone Who Had a Heart" y "Walk on By". Pasaron a producir Wishing on a Star para Fresh Four y el primer sencillo de Massive Attack, "Any Love".

## Discografía
- Stepper's Delight EP (Three Stripe, 1992)
- Remember Me EP (Three Stripe, 1994)
- Bass Is Maternal (More Rockers, 1995)
- DJ-Kicks: Smith & Mighty (!K7 Records, 1998) (álbum DJ mix)
- Big World Small World (!K7 Records, 2000)
- Life Is... (!K7 Records, 2002)
- Retrospective (!K7 Records, 2004)